# Bite (Ort, Macadade)
Anartuto ist ein Ort auf der südostasiatischen Insel Atauro, die zu Osttimor gehört. Das Dorf befindet sich auf einer Meereshöhe von 571 m, im Osten der Aldeia Bite (Suco Macadade, Gemeinde Atauro).

## Geographie
Das Dorf gruppiert sich entlang einer Straße, die in Nord-Süd-Richtung verläuft. 600 Meter westlich verläuft entlang der Grenze zur Aldeia Anartuto ein Fluss, der nur in der Regenzeit Wasser führt. Weitere 100 Meter weiter östlich verläuft eine weitere Straße in Nord-Süd-Richtung. An ihr liegt das Dorf Anartuto. Nordöstlich liegt das Dorf Ili-Timur.

## Einrichtungen
In Bite befinden sich eine medizinische Station, der Sitz des Sucos Macadade und die Kapelle Macadade.